# Folkerepublikken Polen
Folkerepublikken Polen (Polska Rzeczpospolita Ludowa, PRL) eksisterede fra 1947 til 1989, og var en sovjetisk marionetstat styret af det polske kommunistparti Polska Zjednoczona Partia Robotnicza (PZPR).
Folkerepublikken Polen var officielt en suveræn stat, og allieret med Sovjetunionen og de andre lande i Warszawapagten. Dens ledere blev udnævnt eller godkendt (fra 1956) af Sovjetunionens ledere, og Sovjetunionen kontrollerede i stor grad direkte Folkerepublikken Polens indenrigs- og udenrigspolitik. Et stort antal sovjetiske styrker var stationeret i Polen, og ministeriet for indre sikkerhed var underlagt sovjetiske rådgivere. Til trods for begrænset støtte i den polske befolkning[kilde mangler] havde sovjetloyale polske kommunister total kontrol over landet, oppositionelle blev forfulgt og ingen frie valg blev afholdt før 1989.
Navnet Folkerepublikken blev taget i brug med den polske forfatning fra 1952.